# Die hundert neuen Novellen

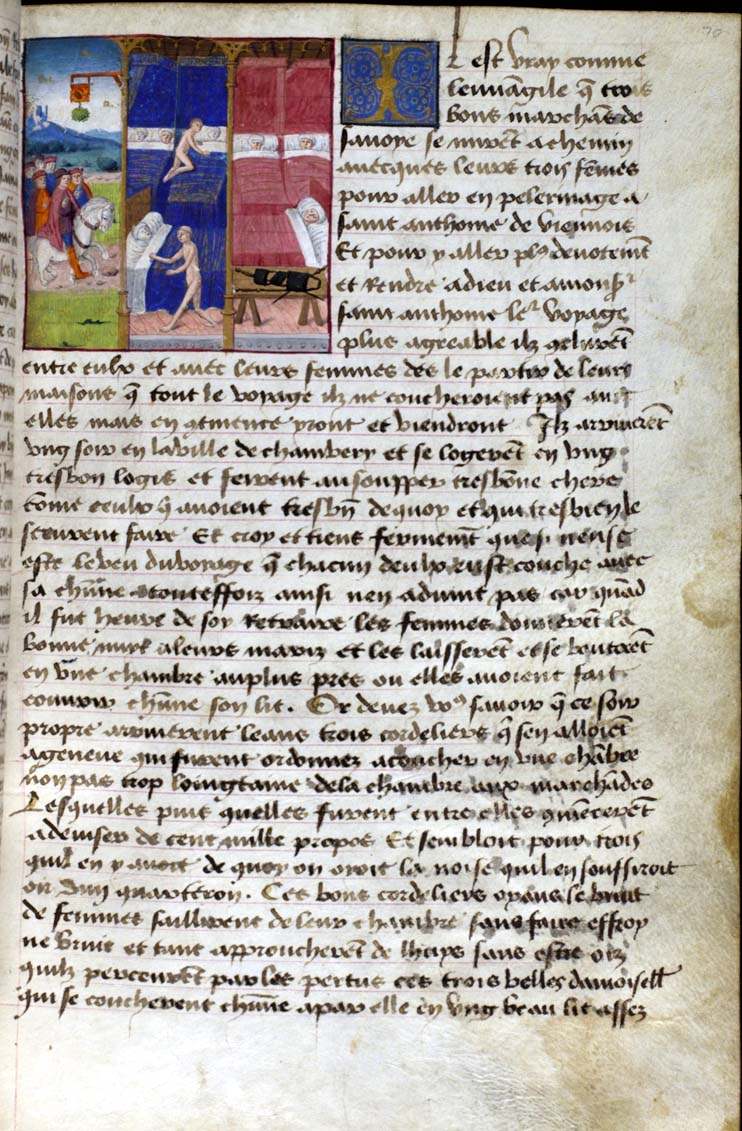
Erste Seite der 30. Geschichte der Cent Nouvelles nouvelles.

Die hundert neuen Novellen (französisches Original: Les cent nouvelles nouvelles) sind eine französische Sammlung von 100 zwischen 1456 und 1467 verfassten Novellen, die in der Umgebung des burgundischen Herzogs Philipps des Guten entstanden sind und ihm gewidmet wurden.

## Autoren
Die Sammlung wurde lange Antoine de La Sale zugeschrieben, aber inzwischen wird ein Anonymus als Sammler und teilweiser Autor dieser Geschichten angenommen. La Sale wird jedoch als Urheber der 50. Novelle der Sammlung genannt.
Aufgrund seiner 15 Beiträge zur Sammlung wurde auch vermutet, dass Philippe Pot die Sammlung zusammenstellte. 21 Novellen der Sammlung werden auf Geschichten des Italieners Poggio Bracciolini zurückgeführt.

## Zum Werk
Formal lehnt sich die Sammlung an die etwa hundert Jahre ältere italienische Geschichtensammlung Decamerone von Giovanni Boccaccio an, wo in eine Rahmenhandlung eingebettet hundert Novellen wiedergegeben werden. «Da wimmelt es von gehörnten Ehemännern, von betrogenen Betrügern, von geilen Klerikern, von einfältigen aber mannstollen Weibern, usw.»
Les cent nouvelles nouvelles gelten als „das erste französische Novellenbuch, das lediglich um des Erzählens willen geschrieben worden ist und jede moralisierende Tendenz, die bis dahin einen wesentlichen Bestandteil der französischen Novellistik bildete, konsequent ausschließt.“

## Ausgaben (Auswahl)
Gedruckt wurden die hundert Novellen bereits 1486 und nochmals um 1495. «Bis zur Mitte des 16. Jahrhunderts kam noch ein Dutzend weiterer Ausgaben der CNN auf den Markt. Dann verebbte das Interesse an der ersten französischen Novellensammlung rasch.» Im 18. Jahrhundert fand die Novellensammlung dann wieder neues Interesse, das zu illustrierten Neuauflagen führte (so z. B. 1701 und 1786).
1907 erschien die von Hanns Floerke Albert Wesselski herausgegebene und von Alfred Semerau übersetzte vollständige deutsche Ausgabe in der Reihe Perlen älterer romanischer Prosa als Band 5 und 6.
- Die hundert neuen Novellen, vollständige Ausgabe. Aus dem Französischen übertragen von Alfred Semerau, mit einem Nachwort von Peter Amelung und den 41 Holzschnitten der Pariser Ausgabe von 1486. Sonderausgabe Europäischer Buchklub, Stuttgart, Zürich, Salzburg; Winkler-Verlag, München, 1965
- Les cent nouvelles nouvelles. Paris 1505 Digitalisat bei gallica; französisch
- Robert B. Douglas (Übersetzer), Léon Lebègue (Illustrator): One Hundred Merrie And Delightsome Stories. Paris 1899 online im Projekt Gutenberg; englisch